# Boyd County (Kentucky)
Boyd County is een county in de Amerikaanse staat Kentucky.
De county heeft een landoppervlakte van 415 km² en telt 49.752 inwoners (volkstelling 2000). De hoofdplaats is Catlettsburg en de dichtstbevolkte stad is Ashland.

## Bevolkingsontwikkeling

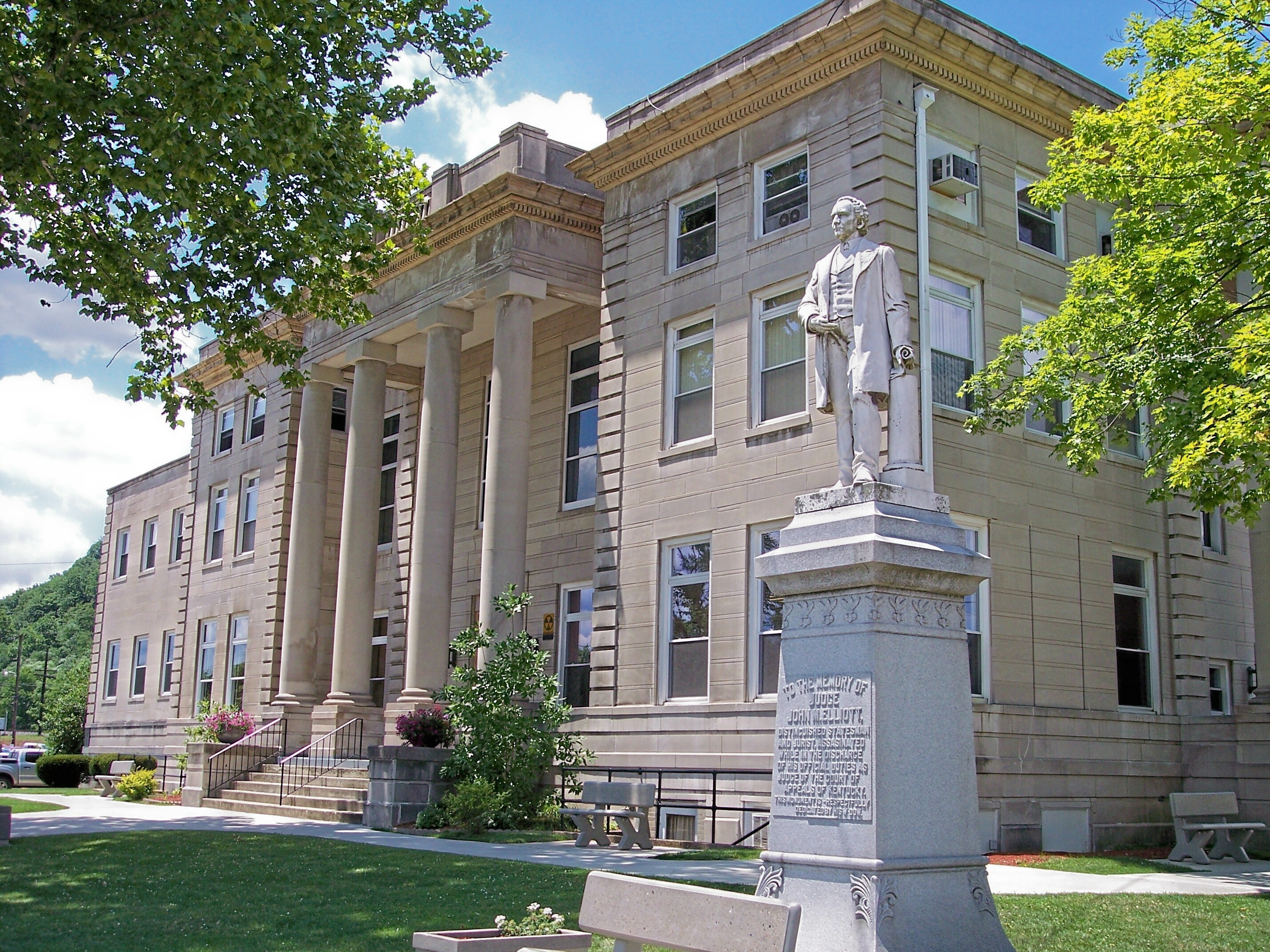
Boyd County Courthouse